# كريستوفر كلايسون
كريستوفر-أوغست سوندكويست كلايسون (من مواليد 27 نوفمبر 2000) هو لاعب كرة قدم نرويجي يلعب كحارس مرمى لنادي ليدز يونايتد الإنجليزي.

## مسيرته الكروية

### فوليرينغا
وقع كلايسون أول عقد احترافي له في يونيو 2016، مع نادي فوليرينغا ولعب أول مباراة له في 30 يونيو 2019 ضد هاوغيسند، بعد إصابة الحارس الأساسي آدم لارسن كواراسي، وانتهت المباراة بفوز فالرينجا 4-1، كما شارك كلايسون آساسيًا في المباراة التالية، التي أنتهت بفوز ناديه 6-0 على نادي بودو/غليمت .

### ليدز يونايتد
في 31 يوليو 2021، وقع كلايسون عقدًا لمدة 4 سنوات مع ليدز يونايتد، حيث دفع النادي رسومًا غير معلنة تبلغ 1.6 مليون جنيه إسترليني.